# Bahía Blanca
Bahía Blanca är en stad i sydvästra delen av provinsen Buenos Aires i Argentina. Folkmängden uppgår till cirka 300 000 invånare.
Bahía Blanca betyder "vit bukt", och namnet kommer från färgen på saltet som täcker markerna runt stranden. Bukten upptäcktes av Ferdinand Magellan under den första världsomseglingen år 1520, då han letade längs med hela Sydamerikas kust efter en kanal som förbinder Atlanten med Stilla havet.
Staden i sig grundades den 11 april 1828 för att skydda kusten från brasilianska flottan samt för att skydda bosättare och deras boskap ifrån urinvånarna. Kommersiellt blev staden en viktig knutpunkt när järnvägen drogs dit ifrån Buenos Aires 1885.
Stadens flygplats Aeropuerto Comandante Espora ligger 10 km öster om Bahía Blanca.